# كيندال فاولر
كيندال فاولر (بالإنجليزية: Kendall Fuller)‏ هو لاعب كرة قدم أمريكية أمريكي، ولد في 13 فبراير 1995 في بالتيمور في الولايات المتحدة.

## وصلات خارجية
- كيندال فاولر على موقع مرجع كرة القدم المحترفة.كوم (الإنجليزية)